# نوياري (إزار)
نوياري هي بلدية في إزار في جنوب شرق فرنسا.